# Il Corriere dell'UNESCO
Il Corriere dell'UNESCO è una rivista online pubblicata dall'Organizzazione delle Nazioni Unite per l'Educazione, la Scienza e la Cultura (UNESCO). La rivista è scritta in modo giornalistico e ogni numero affronta un singolo argomento da diverse angolazioni.
La prima edizione è stata pubblicata nel 1948. Tra tutti i periodici pubblicati dalle Nazioni Unite e dai suoi istituti specializzati, il Corriere dell'UNESCO ha sempre occupato il primo posto per numero di lettori e ampiezza del pubblico, come ha ricordato nel 1988 il giornalista americano Sandy Koffler, fondatore e primo direttore del Corriere.

## Edizioni linguistiche
Disponibile online dal marzo 2006, il Corriere dell'UNESCO offre un accesso gratuito ai lettori di tutto il mondo. La rivista è disponibile anche in formato PDF nelle sei lingue ufficiali dell'ONU (inglese, francese, spagnolo, russo, cinese e arabo), oltre che in portoghese ed esperanto. Viene prodotto anche un numero limitato di copie stampate, ma solo nelle lingue ufficiali. Il periodico non è pubblicato in italiano, ma due numeri sono stati tradotti in sardo e tre in siciliano.
- Su Curreu de s'UNESCO 2018.1, in sardo
- Su Curreu de s'UNESCO 2018.2, in sardo
- Lu Curreri di l’UNESCO 2018.4, in siciliano
- Lu Curreri di l’UNESCO 2019.1, in siciliano
- Lu Curreri di l’UNESCO 2019.2, in siciliano